# Kabosa Island
Kabosa Island är en ö i Myanmar.   Den ligger i regionen Taninthayiregionen, i den södra delen av landet, 800 km söder om huvudstaden Naypyidaw. Arean är 18,1 kvadratkilometer.
Terrängen på Kabosa Island är lite kuperad. Öns högsta punkt är 379 meter över havet. Den sträcker sig 6,0 kilometer i nord-sydlig riktning, och 5,6 kilometer i öst-västlig riktning.